# چسپیک انرژی آرنا
چَسپیک انرژی آرنا (انگلیسی: Chesapeake Energy Arena) یک سالن ورزشی سرپوشیده در کشور اکلاهما سیتی، ایالات متحده آمریکا است.
این سالن که در سال ۲۰۰۲ تأسیس شده برای مسابقات بسکتبال، هاکی روی یخ، ورزش‌های رزمی و کنسرت‌های موسیقی مورد استفاده قرار می‌گیرد.

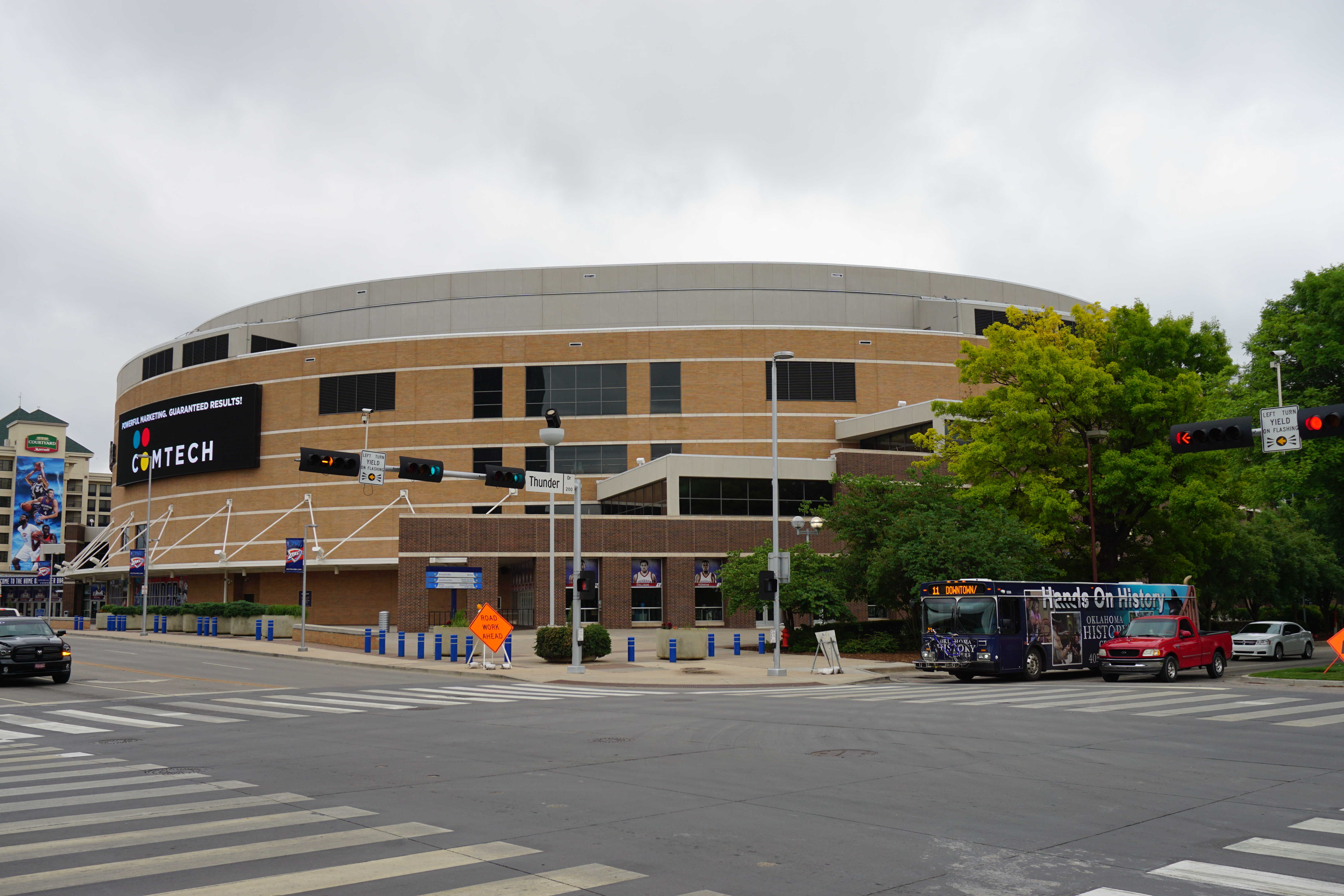
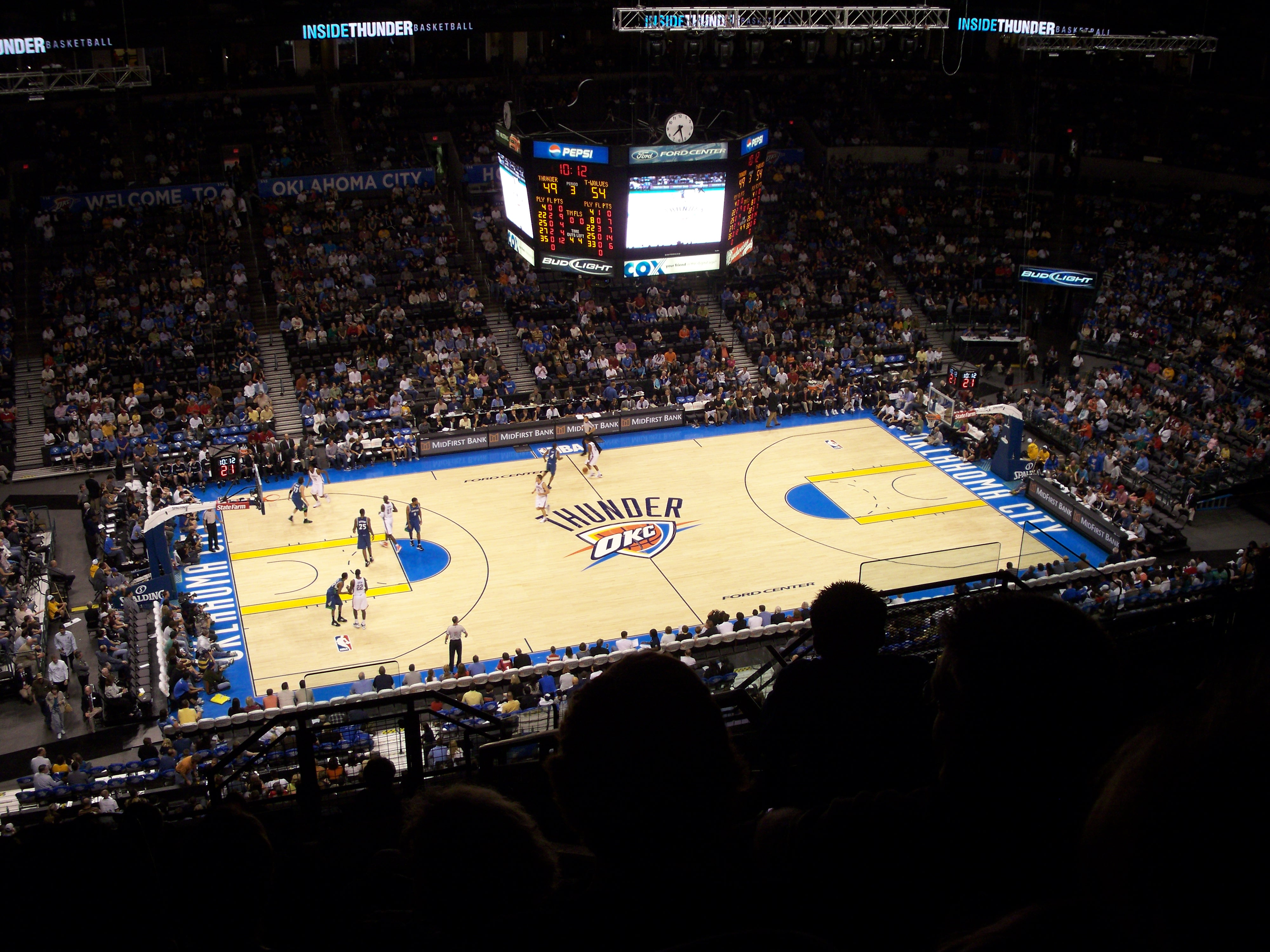
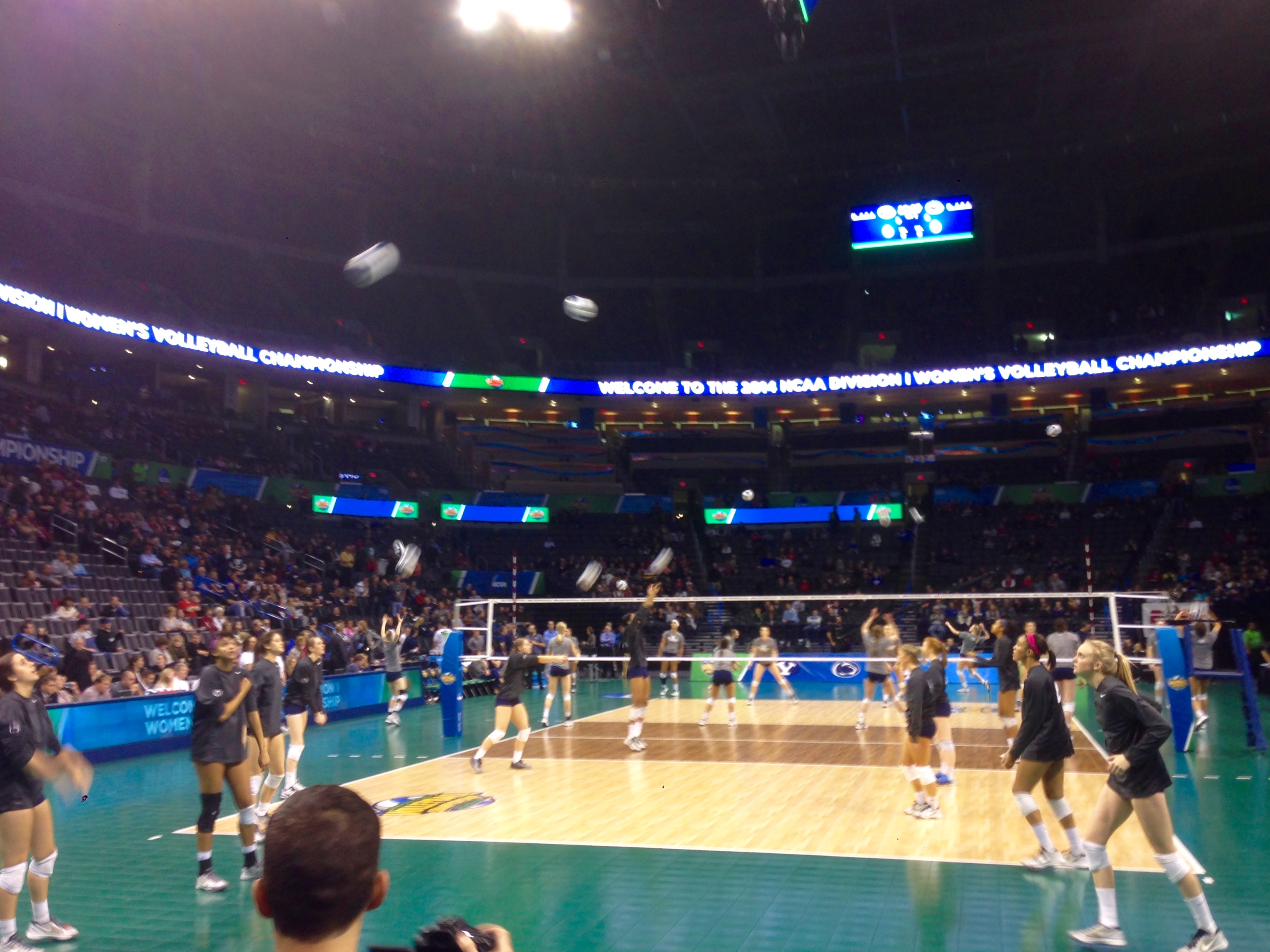
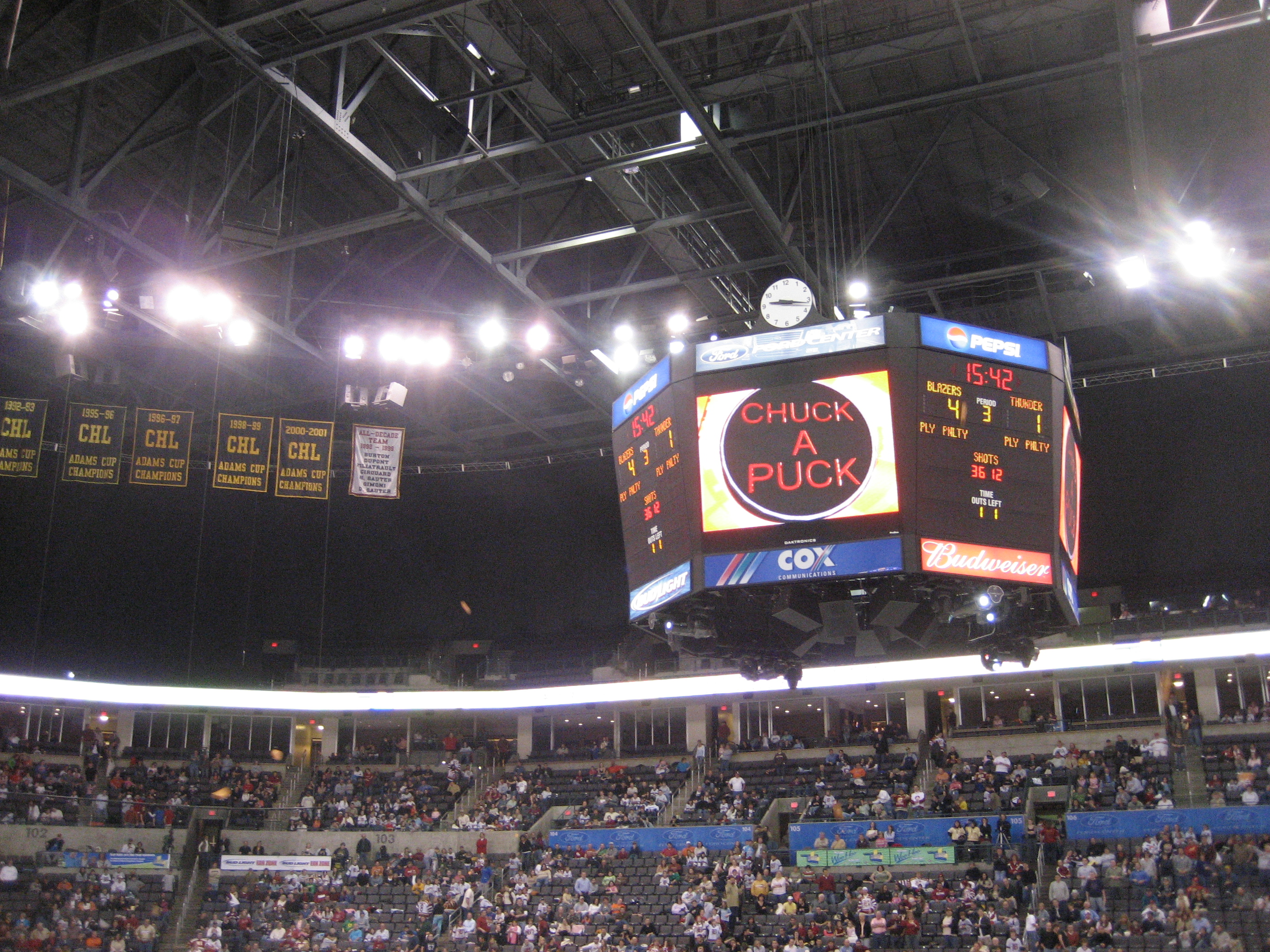